# Премія Дірка Брауера
Пре́мія Ді́рка Бра́уера за кар'єру (англ. Dirk Brouwer Career Award) — наукова нагорода від Американського астрономічного товариства, яку з 1976 року щорічно присуджує  Відділ динамічної астрономії (англ. American Astronomical Society/Division on Dynamical Astronomy, DDA/AAS) за видатний внесок у динамічну астрономію, зроблений протягом життя. Нагороду названо на честь нідерландсько-американського астронома Дірка Брауера (1902—1966).

## Лауреати премії Дірка Брауера
- 1976: Віктор Себехей[en]
- 1978: Не присуджували
- 1979: Пол Гергет[en]
- 1980: Борис Гарфінкель (англ. Boris Garfinkel)
- 1981: Джордж Контопулос (англ. George Contopoulos)
- 1982: Вальтер Фріке
- 1983: Мішель Енон[en]
- 1984: Андре Депрі[it]
- 1985: Пітер Голдрайх
- 1986: Не присуджували
- 1987: Ірвін Шапіро
- 1988: Вільям Каула[en]
- 1989: Йосіхіде Кодзаї
- 1990: Дональд Лінден-Белл[en]
- 1991: Мартін Шварцшильд
- 1992: Стентон Піл[en]
- 1993: Алар Тоомре
- 1994: Крістофер Гантер (англ. Christopher Hunter)
- 1995: Браян Марсден
- 1996: Френк Шу
- 1997: Скотт Тремейн
- 1998: Свер Арсет
- 1999: Антонов Вадим Анатолійович
- 2000: Ерланд Майлс Стендіш[en]
- 2001: Джек Віздом[en]
- 2002: Джеймс Бінні
- 2003: Вільям Ворд[en]
- 2004: Джон Папалоїзу[en]
- 2005: Джеймс Вільямс (англ. James Williams)
- 2006: Жак Ласкар[en]
- 2007: Саймон Вайт
- 2008: Віктор Блумберг
- 2009: Тім де Зеу
- 2010: Андреа Мілані[en]
- 2011: Ліа Атанассула[en]
- 2012: Джеррі Селлвуд (англ. Jerry Sellwood)
- 2013: Джозеф Бернс
- 2014: Дуглас Лін[en]
- 2015: Сильвио Феррас Мелло[pt]
- 2016: Розмарі Вайс
- 2017: Ортвін Ґерхард (англ. Ortwin Gerhard)
- 2018: Джеймс Стоун[de]
- 2019: Фред Расіо (англ. Fred Rasio)
- 2020: Леннарт Ліндегрен
- 2021: Аміна Хельмі[en]
- 2022: Гарольд Левінсон[en]
- 2023: Алессандра Челлетті[en]
- 2024: Донг Лай (англ. Dong Lai)